# 锯毛鼻蚕
锯毛鼻蚕（学名：Rhynchonerella petersii）为眼蚕科鼻蚕属的动物。分布于地中海、大西洋、太平洋，包括东海黑潮区、南海等海域。